# 新福乡
新福乡，是中华人民共和国黑龙江省大庆市肇州县下辖的一个乡镇级行政单位。

## 行政区划
新福乡下辖以下地区：
德明村、耀先村、民安村、永安村、集中村、乐园村、乐业村、新福村、新发村、红旗村、国治村、保安村和保产村。